# Клавирска хармоника
Клавирска хармоника представља једну од две врсте хармоника хроматског типа. За разлику од друге врсте, хармонике дугметаре, клавирска хармоника има дирке уместо дугмади. Због истог распореда и изгледа дирки као код клавира сасвим је логичан назив који ова врста хармонике носи.
Дирке по којима клавирска хармоника носи назив, налазе се на десној страни (корпусу) хармонике. У зависности од величине инструмента, стандардне клавирске хармонике могу имати од 26 до 45 дирки, остварујући тако максимални распон од скоро 4 октаве. Употребом бројних регистара, осим промене у боји звука, може се остварити ширење и овако великог тонског опсега.
Појавом и усавршавањем хармонике дугметаре, клавирска хармоника добија конкуренцију у погледу извођачких карактеристика. Због бољег техничког решења, дугметаре имају већи број дугмади (дирки) а самим тим и већи тонски опсег, што извођачима пружа више могућности и слободе у музицирању.
И поред тога, велики број музичара и данас ужива у свирању на клавирским хармоникама, а њихов број у Србији је и даље вишеструко већи у односу на хармонику са дугмадима.